# Alianța pentru Integrare Europeană
Alianța pentru Integrare Europeană a fost o coaliție de partide din Republica Moldova, constituită după alegerile anticipate din iulie 2009, cu scopul de a prelua guvernarea țării.

## Partide componente
- Partidul Liberal Democrat din Moldova
- Partidul Democrat din Moldova
- Partidul Liberal
- Alianța „Moldova Noastră” (2009 - 2010)

## Context
După alegerile din aprilie și tulburările civile, climatul din Moldova a devenit foarte polarizat. Parlamentul a ratat alegerea noului președinte. În această situație, parlamentul a fost dizolvat și au fost provocate alegeri parlamentare anticipate. Alegerile din 29 iulie 2009 au fost câștigate de Partidul Comuniștilor din Republica Moldova care primește 48 locuri, iar partidele de opoziție 53 locuri din 101 în cadrul parlamentului. 52 voturi sunt necesare pentru a alege speakerul și prim-ministrul și 61 voturi pentru a alege președintele.

## Membri
Alianța este formată din următoarele partide: Partidul Liberal Democrat (18 locuri), Partidul Liberal (15 locuri), Partidul Democrat (13 locuri) și Alianța „Moldova Noastră” (7 locuri).
Pe 8 august 2009 cele patru partide au convenit să creeze o coaliție de guvernământ care să trimită Partidul Comuniștilor în opoziție; comuniștii au guvernat în Moldova din 2001. Numele coaliției este „Alianța pentru Integrare Europeană”.

### Declarație privind constituirea Coaliției de guvernare "Alianța pentru Integrarea Europeană"
Partidele democratice care au acces în Parlamentul Republicii Moldova în urma alegerilor anticipate de la 29 iulie 2009: Partidul Liberal Democrat, Partidul Liberal, Partidul Democrat, Alianța „Moldova Noastră”, 
Răspunzând așteptărilor legitime ale cetățenilor Republicii Moldova privind instituirea unei guvernări democratice, eficiente și responsabile, care să asigure bunăstarea populației, pacea socială, drepturile și libertățile fundamentale ale omului și integrarea țării în familia popoarelor europene,  
Asumându-și  întreaga responsabilitate  politică,  declară constituirea Coaliției de guvernare „Alianța pentru Integrarea Europeană”. 
„Alianța pentru Integrarea Europeană” se angajează în fața societății să realizeze următoarele obiective majore: 
- 1. Restabilirea statului de drept  
  - Garantarea respectării drepturilor și libertăților fundamentale ale omului.
  - Asigurarea libertății mass-media și reformarea audiovizualului public.
  - Eliminarea  rapidă a consecințelor uzurpării puterii în stat prin asigurarea separării efective a puterilor legislativă, executivă și judecătorească și a colaborării dintre ele.
  - Asigurarea funcționalității democratice a instituțiilor statului.
  - Garantarea independenței sistemului judecătoresc și finalizarea reformelor în domeniu.
  - Reformarea structurilor de forță în conformitate cu standardele europene.
  - Investigarea completă și obiectivă a evenimentelor din aprilie 2009 prin instituirea unei comisii de anchetă, credibilă și depolitizată, cu participarea experților independenți și a reprezentanților instituțiilor internaționale.

- 2. Depășirea crizei social - economice și asigurarea creșterii economice 
  - Elaborarea și aplicarea programului de combatere a crizei economice și financiare.
  - Eradicarea sărăciei. Gestionarea corectă, onestă și transparentă a banului public.
  - Optimizarea cheltuielilor administrative și reorientarea banilor economisiți către sfera socială.
  - Liberalizarea economiei, eliminarea monopolurilor și a birocrației excesive, optimizarea sistemului fiscal și financiar.
  - Eliminarea implicării abuzive a statului în activitatea de antreprenoriat.
  - Restabilirea și consolidarea relațiilor cu instituțiile financiare internaționale.

- 3. Descentralizarea puterii și asigurarea autonomiei locale 
  - Demontarea „verticalei puterii” și eliminarea discriminării pe criterii politice în procesul bugetar și cel de alocare a investițiilor către autoritățile publice locale.
  - Asigurarea autonomiei autorităților publice locale în conformitatea cu standardele europene.

- 4. Reintegrarea teritorială a Republicii Moldova 
  - Continuarea procesului de negocieri pentru soluționarea problemei transnistrene.
  - Asigurarea transparenței în procesul de soluționare și identificarea unui mecanism viabil pentru reglementarea complexă a problemei transnistrene.

- 5. Integrarea europeană a Republicii Moldova și promovarea unei politici externe echilibrate, consecvente și responsabile  
  - Negocierea și semnarea Acordului de asociere dintre Republica  Moldova și Uniunea Europeană.
  - Promovarea parteneriatelor strategice cu Statele Unite ale Americii și Federația Rusă.
  - Restabilirea și consolidarea relațiilor de bună vecinătate cu România și Ucraina.
  - Eliminarea regimului de vize pentru cetățenii români și semnarea Acordului privind micul trafic de frontieră.
  - Refacerea imaginii Republicii Moldova în lume și restabilirea încrederii  în plan intern și extern.

Pentru realizarea interesului național, „Alianța pentru Integrarea Europeană” se angajează să realizeze o bună guvernare, orientată spre îndeplinirea aspirațiilor cetățenilor Republicii Moldova. 
Președintele PLDM, Vlad Filat; Președintele PL, Mihai Ghimpu; Președintele PDM Marian Lupu; Președintele AMN 
Serafim Urechean; Chișinău,8 august 2009

## Scopurile alianței
Liderii celor patru partide – Vlad Filat, Mihai Ghimpu, Marian Lupu și Serafim Urechean – au semnat o declarație din 22 puncte de creare a Alianței într-o conferință de presă, sâmbătă, 8 august 2009.
Partidul Liberal Democrat, Partidul Liberal, Partidul Democrat și Alianța „Moldova Noastră” și-au luat responsabilitatea de a duce la bun sfârșit anumite țeluri ca doborârea crizelor economice și sociale, asigurarea creșterii economice, reintegrarea teritoriilor, integrarea europeană, promovarea stabilității și o politică externă consistentă și responsabilă. 
Coaliția a spus că vrea un acord de asociere cu Uniunea Europeană. De asemenea coaliția a spus că vrea relații strategice și cu Rusia, și cu Statele Unite.
Prima ședință a parlamentului Moldovei a fost convocată pentru 28 august, o zi limită pentru convocare. Alianța vrea să aleagă prim-ministrul și speakerul.

### Alegerea unui nou președinte
Unul dintre țelurile alianței este alegerea unui nou președinte. Cele patru partide au nevoie de alegerea unui nou președinte lucru imposibil fără votul a cel puțin opt comuniști. Comuniștii pot decide dacă să blocheze alegerea noului președinte, ceea ce înseamnă că Vladimir Voronin va fi scos din parlament.
Criticii comuniști au spus că noua coaliție este reconstruita Alianță pentru Democrație și Reforme care a ratat în încercarea de a conduce țara. După 1999 comuniștii au folosit cu mult succes activitatea incoerentă a Alianței pentru Democrație și Reforme pentru a discredita în orice fel coaliția politică formată fără comuniști. Critica lor față de Alianța pentru Integrare Europeană este un bun exemplu.

Parlamentare anticipate 2009
Parlamentare 2010
Parlamentare 2014

## Vezi și
- Coaliția Pro-Europeană (2013-2014)
- Alianța Politică pentru Moldova Europeană (2015)
- Alianța pentru Integrare Europeană III (2015→)